# Codificación de colores

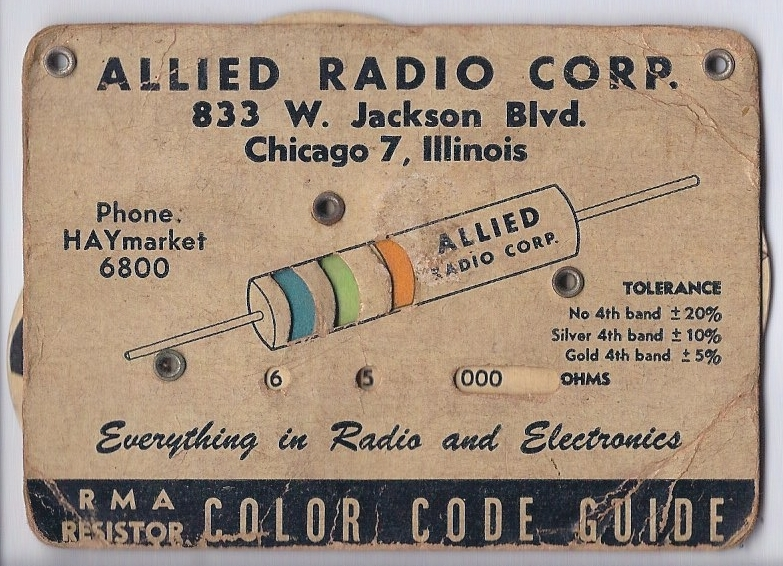
Guía de códigos de colores de resistencias de la Radio Manufacturer's Association, ca. 1945-1955

El código de colores se utiliza en electrónica para indicar los valores de los componentes electrónicos. Es muy habitual en los resistores pero también se utiliza para otros componentes como condensadores, inductores, diodos etc.

## Historia
Este código de colores fue creado los primeros años de la década de 1920 en Estados Unidos por la Radio Manufacturer's Association, hoy parte de la Electronic Industries Alliance. El estándar internacional actual es la norma IEC 60062 publicada por la Comisión Electrotécnica Internacional.
En un principio se optó por pintar con colores el cuerpo, el lado y un punto (resistencias) o tres puntos (condensadores), de un código de colores representando las cifras del 0 al 9 (basado en la escala del arco iris para que fuera más fácil de memorizar), por la ventaja que representaba para los componentes electrónicos el poder «pintar» su valor sin tener que imprimir ningún texto. 
Si el valor de los componentes estuviera impreso (tanto texto o como puntos de color) sobre un cuerpo cilíndrico, al soldarlos en el chasis (hoy circuito impreso) el valor podría quedar oculto. Por ello y para poder ver bien su valor desde cualquier dirección, pasó a ser codificado con franjas anulares de color.
Las marcas de color eran más resistentes a la abrasión, al ser inherentes a la superficie donde se marcan. Aunque existe el riesgo de pérdida del color debido al óxido o la exposición al calor de la propia resistencia, haciendo imposible distinguir, por ejemplo, el marrón del rojo o el naranja. La suciedad, la luz o el daltonismo también pueden confundir los colores.
Este sistema, por su buena legibilidad se extendió a los condensadores pequeños y a los inductores

## Resistencias, condensadores e inductores

Una década de valores E12 y sus códigos de color para resistores. Existen doce valores preferentes por cada década

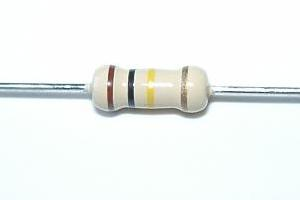
Resistencia de 100 kΩ, 5 %

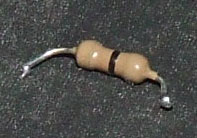
Resistencia de 0 Ω, marcada con una banda negra individual.

Las dos primeras franjas desde la izquierda, indican las primeras cifras del valor del componente, mientras que una tercera indica por cuanto debe multiplicarse el valor de la cifra leída. La última franja, más separada del resto, y típicamente de color dorado o plata, indica la tolerancia, es decir, el margen de error que garantiza el fabricante. En el caso de las resistencias de precisión, se cuenta con seis bandas de colores: las tres primeras indican cifras, la cuarta el multiplicador, la quinta la tolerancia y la sexta, el coeficiente de temperatura. El resto de franjas indica la mantisa (cifras significativas) y el exponente del valor nominal. De esta manera, una resistencia de las series E12 o E24, que están normalizadas con 2 cifras significativas, llevan cuatro franjas: las dos cifras, el exponente o factor potencia de 10, y la tolerancia:
| H | F      | Ω     | Color      | 1.ª cifra | 2.ª cifra | Mult. | Tolerancia | Tolerancia | Coeficiente temp. (ppm/K) | Coeficiente temp. (ppm/K) |
| --- | ------ | ----- | ---------- | --------- | --------- | ----- | ---------- | ---------- | ------------------------- | ------------------------- |
| 10 µ | 10 p   | 1     | Negro      | 0         | 0         | ×100  | –          | –          | 250                       | U                         |
| 100 µ | 100 p  | 10    | Marrón     | 1         | 1         | ×101  | ±1 %       | F          | 100                       | S                         |
| 1 m | 1 n    | 100   | Rojo       | 2         | 2         | ×102  | ±2 %       | G          | 50                        | R                         |
| 10 m | 10 n   | 1 k   | Anaranjado | 3         | 3         | ×103  | ±3 %       | 15         | P                         |                           |
| 100 m | 100 n  | 10 k  | Amarillo   | 4         | 4         | ×104  | ±4 %       | 25         | Q                         |                           |
| 1 | 1 µ    | 100 k | Verde      | 5         | 5         | ×105  | ±0.5 %     | D          | 20                        | Z                         |
| 10 | 10 µ   | 1 M   | Azul       | 6         | 6         | ×106  | ±0.25 %    | C          | 10                        | Z                         |
| 100 | 100 µ  | 10 M  | Violeta    | 7         | 7         | ×107  | ±0.1 %     | B          | 5                         | M                         |
| 1 k | 1 m    | 100 M | Gris       | 8         | 8         | ×108  | ±0.05 %    | A          | 1                         | K                         |
| 10 k | 10 m   | 1 G   | Blanco     | 9         | 9         | ×109  | –          | –          | –                         | –                         |
| 1 µ | 1 p    | 1     | Dorado     | –         | –         | ×10-1 | ±5 %       | J          | –                         | –                         |
| 1/10 µ | 1/10 p | 1/10  | Plata      | –         | –         | ×10-2 | ±10 %      | K          | –                         | –                         |
| - | -      | -     | Sin        | –         | –         | –     | ±20 %      | M          | –                         | –                         |
| |        |       |            |           |           |       |            |            |                           |                           |
| 1. Un coeficiente de temperatura no asignado con su letra hay marcarlo "Z", + el coeficiente encontrado en otra documentación. 2. Para más información, véase IEC 60062. |        |       |            |           |           |       |            |            |                           |                           |

Así, una resistencia con las franjas 
| 1ª cifra | 2ª cifra | multiplicador | tolerancia |
| -------- | -------- | ------------- | ---------- |
| 5        | 6        | x100          | ±5%        |
| 5        | 6        | x100          | ±5 %       |

tiene un valor nominal de 5600 Ω ±5 %

## Número de componente para los diodos
El número de componente para los diodos a veces  también se codifica como anillos de colores alrededor del diodo, utilizando los mismos números que en los otros componentes. El prefijo JEDEC "1N" se da por supuesto, y el resto del número de componente se codifica con tres o cuatro anillos.